# Alex Bowen (ski)
Pour les articles homonymes, voir Alex Bowen et Bowen.
Alex Bowen, né le 21 mai 1992, est un skieur acrobatique américain spécialisé dans le saut acrobatique. 

## Carrière
Il obtient la médaille d'argent aux Mondiaux 2015 à Kreischberg, premier podium pour lui au niveau international.

## Palmarès

### Championnats du monde
| Édition/Discipline | Saut acrobatique |
| Mondiaux 2015      | Argent           |